# Ben Kimutai Kimwole

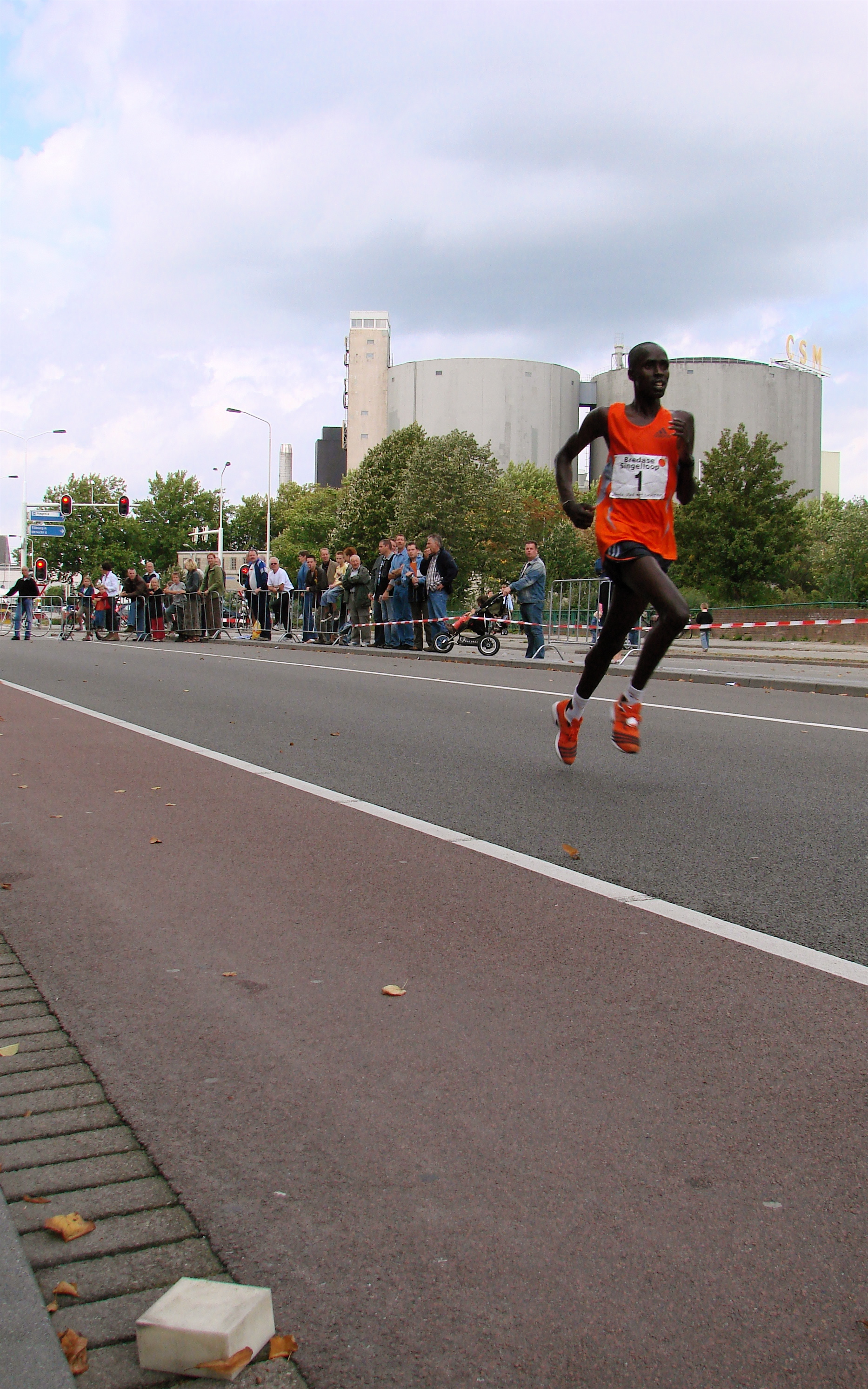
Ben Kimutai Kimwole auf dem Weg zum dritten Platz beim Bredase Singelloop 2006

Ben Kimutai Kimwole (* 1978) ist ein kenianischer Langstreckenläufer, der sich auf Straßenläufe spezialisiert hat.
2005 wurde er Zweiter bei den 20 km von Paris und siegte beim Halbmarathonbewerb von Reims à toutes jambes. Im Jahr darauf wurde er jeweils Dritter beim CPC Loop Den Haag und beim Würzburger Residenzlauf.
2007 gewann er den Baden-Marathon. Im Jahr darauf wurde er Sechster beim Marrakesch-Marathon und verteidigte seinen Titel beim Baden-Marathon. 
Einem Sieg beim Monaco-Marathon 2009 folgten 2010 ein dritter Platz beim Valencia-Marathon und ein sechster beim Hannover-Marathon.

## Persönliche Bestzeiten
- 10-km-Straßenlauf: 27:58 min, 2. Juni 2007, Groesbeek
- 20-km-Straßenlauf: 57:31 min, 16. Oktober 2005, Paris
- Halbmarathon: 1:01:34 h, 25. März 2006, Den Haag
- Marathon: 2:10:30 h, 21. Februar 2010, Valencia